# 比爾·沃克
比爾·沃克（英語：Bill Walker；1951年4月16日—）是美國的一位律師和政治人物。比爾·沃克自2014年到2018年擔任第11任阿拉斯加州州長。他曾經是共和黨黨員，但現在是一位無黨籍政治家。比爾·沃克是阿拉斯加州繼威廉·艾倫·伊根之後的第二任在阿拉斯加土生土長的州長。

## 外部連結
- C-SPAN內的頁面（英文）